# Гвеноле
Гвеноле (святой Гвеноле, брет. Sant Gwenole, Sant Gwenole, фр. Guénolé de Landévennec, англ. Winwaloe) (умер 3 марта 532) — бретонский монах, основатель и настоятель монастыря Ландевеннек. Святой, почитаемый Римско-католической церковью (день памяти — 3 марта). Житие святого Гвеноле является одним из памятников бретонской литературы, написанном на среднебретонском языке.
Его родители, Фраган и Гвенн, позднее причисленные к лику святых, переселились в Бретань, по всей видимости, из Уэльса. Гвеноле был третьим ребёнком в семье. Его сестрой и братьями были святые Клерви, Ягу и Гветенок. Место его рождения точно неизвестно: это были либо Плуфраган, либо Плугин.
В 470 году, ещё ребёнком, Гвеноле стал учеником святого Будока, который жил в отшельничестве на острове Лавре.
В 485 году он решил отправиться в Ирландию для поклонения мощам только что умершего святого Патрика. Однако Гвеноле явился апостол, объяснивший, что ему следует оставаться в Бретани и основать аббатство. С одиннадцатью другими учениками святого Будока Гвеноле в 487 году поселился на острове Тибиди. Местоположение острова неизвестно, предполагается, что он находился в устье Фау.
Через три года, в 490 году, Гвеноле сумел заставить море расступиться и вместе со своими товарищами перешёл эстуарий реки, чтобы на другом берегу основать аббатство Ландевеннек. Ещё при жизни Гвеноле, бывшего первым аббатом, аббатство стало крупным религиозным центром Бретани и сыграло огромную роль в распространении христианства в Бретани.
Гвеноле умер 3 марта 532 года. Новым аббатом Ландевеннека был избран святой Гвенаэль.
Мощи Гвеноле хранились в аббатстве до 913 года, когда последнее было разорено норманнами, а монахи бежали в Монтрёй-сюр-Мер, взяв с собой основные реликвии. В 1793 году мощи были уничтожены во время Великой Французской революции.
Гвеноле посвящены церкви как в Бретани, так и в Корнуолле, где, по всей видимости, традиция почитания Гвеноле была основана посетившим Корнуолл святым Гвенаэлем.
Гвеноле фигурирует в ставшей популярной в XIX веке легенде о затопленном городе Кер-Ис.